# Дурные деньги
«Дурные деньги» (англ. Dumb Money) — биографическая комедийная драма режиссёра Крейга Гиллеспи, основанная на книге «Антисоциальная сеть: шорт-сквиз GameStop и группа трейдеров-любителей Ragtag, которые поставили Уолл-стрит на колени» Бена Мезрича. Главные роли исполнили: Пол Дано, Шейли Вудли, Пит Дэвидсон, Сет Роген и Винсент Д’Онофрио.
Премьера ленты состоялась на Международном кинофестивале в Торонто. Релиз фильма в США состоялся 15 сентября 2023 года, а в мировой прокат картина вышла 29 сентября 2023 года. Фильм получил высокие оценки от профильной прессы.

## Сюжет
Сюжет посвящён нашумевшей истории резкого скачка цен на акции GameStop. Несколько инвесторов объединяются, чтобы обрушить хедж-фонды, которые сделали ставку на то, что эти акции упадут.

## В ролях
- Пол Дано — Кит Гилл[англ.]
- Пит Дэвидсон — Кевин Гилл
- Винсент Д’Онофрио — Стив Коэн[англ.]
- Америка Феррера — Дженнифер Кэмпбелл
- Ник Офферман — Кеннет С. Гриффин
- Энтони Рамос — Маркос Барсиа
- Себастьян Стэн — Влад Тенев[англ.]
- Шейли Вудли — Кэролайн Гилл
- Сет Роген — Гейб Плоткин[англ.]
- Дэйн Дехаан — Брэд

## Производство и премьера
В январе 2021 года было объявлено, что компания Metro-Goldwyn-Mayer приобрела права на экранизацию книги Бена Мезрича «Антисоциальная сеть». Продюсерами проекта были назначены Майкл Де Лука, который ранее работал над лентой «Социальная сеть», и Аарон Райдер. В мае 2021 года появилась информация, что сценаристами выступят Лорен Шукер Блюм и Ребекка Анджело, а Кэмерон и Тайлер Винклвосс (которые были героями «Социальной сети») присоединяться к проекту в качестве исполнительных продюсеров. В апреле 2022 года на пост режиссёра был назначен Крейга Гиллеспи. Съёмки должны были стартовать осенью того же года. В сентябре было объявлено название будущего фильма — «Дурные деньги», и дата начала съёмок — октябрь. Тогда же проект покинули Де Лука и MGM, место кинокомпании заняла Black Bear Pictures. В октябре права на дистрибуцию ленты (на американском рынке) приобрела компания Sony Pictures.
В сентябре 2022 года главные роли в проекте получили Пол Дано, Сет Роген, Себастьян Стэн и Пит Дэвидсон; Роген и Стэн ранее сотрудничали с Гиллеспи в сериале «Пэм и Томми» (2022), также Стэн снялся в полнометражном фильме режиссёра — «Я, Тоня» (2017). В следующем месяце к актёрскому составу присоединились Шейли Вудли, Энтони Рамос, Винсент Д’Онофрио, Дэйн Дехаан, Миха’ла Херрольд, Америка Феррера, Руши Кота, Ник Офферман и Талия Райдер.
Дистрибьютером ленты в США выступит компания Sony Pictures Releasing, а Black Bear International и другие независимые кинокомпании займутся её распространением на международном рынке.
Премьера «Дурных денег» состоялась на Международном кинофестивале в Торонто.

## Отзывы критиков
Рейтинг фильма на сайте Rotten Tomatoes составляет 84 % на основе 235 рецензий, со средней оценкой 6.9 балла из 10. Консенсус критиков гласит: «Привлекательная для зрителей инсценировка реальной биржевой авантюры возможно, не раскрывает всей полноты истории, но, тем не менее, оказывается чрезвычайно интересной». Оценка ленты на Metacritic составляет 66 балла из 100 (на основе 50 рецензий), что приравнивается к «в целом положительному» статусу.